# Penticton V’s
Die Penticton V’s waren eine kanadische Amateur-Eishockeymannschaft in Penticton in der Provinz British Columbia. Das Team spielte von 1951 bis 1961 in der regionalen Okanagan Senior League und nahm 1955 als kanadische Eishockeynationalmannschaft an der Eishockey-Weltmeisterschaft 1955 teil. Der Name V’s stammte von drei Pfirsichsorten, welche alle mit V begannen.
In der zweiten Saison des Liga- und Mannschaftsbestehens spielten die Penticton V’s bereits um den Allan Cup, die wichtigste Trophäe im kanadischen Amateureishockey. Das Finale der Saison 1952/53 verloren sie allerdings gegen die Kitchener-Waterloo Dutchmen aber bereits in der Saison 1953/54 gelang den V’s der Gewinn des Allan Cup gegen die Sudbury Wolves und sie galten somit als beste kanadische Amateurmannschaft. Daraufhin wurde das gesamte Team zu der Eishockey-Weltmeisterschaft 1955 geschickt, um dort als kanadische Nationalmannschaft teilzunehmen, da Kanada bis 1963 jeweils den Allan Cup Sieger als Nationalmannschaft zu Internationalen Turnieren schickte. Die Penticton V’s gewannen 1955 bei der WM in Deutschland den 16. Weltmeistertitel für Kanada. Damit revanchierten sich die Kanadier für die Niederlage ein Jahr zuvor, als die Sowjetische Eishockeynationalmannschaft gleich bei ihrer ersten Teilnahme die Titelkämpfe gewinnen konnten. Somit waren die Penticton V’s die erste kanadische Nationalmannschaft, die über eine Sowjet Nationalmannschaft siegte (5:0 im Finale).
Anschließend begann der langsame Untergang der V’s. Die Kleinstadt Penticton war nicht in der Lage ein erstklassiges Seniorenamateurteam entsprechend zu unterstützen und so musste die Mannschaft während der Saison 1960/61, kurz vor der Auflösung der kompletten Liga, den Spielbetrieb einstellen.
| Kader als Kanadische Nationalmannschaft bei der Eishockey-Weltmeisterschaft 1955 |
| Ivan McLelland, Donald Moog, George McAvoy, Harold Tarala, John Taggart, Kevin Conway, Dino Mascotta, Dick Warwick, Bill Warwick, Grant Warwick, John McDonald, Douglas Kilburn, James Fairburn, Mike Shabaga, John McIntyre, James Middleton, Bernard Bathgate, Donald Berry |

Als direkte Nachfolgemannschaft des Seniorenteam V’s gibt es seit 1961 (unter wechselnden Namen) das Juniorenteam Penticton Vees, welches erfolgreich an der Juniorenamateurliga British Columbia Hockey League teilnimmt.